# پیروزی در بیابان
پیروزی بر بیابان (انگلیسی: Desert Victory) فیلمی در ژانر جنگی و مستند به کارگردانی دیوید مک‌دونالد است که در سال ۸۲۶ منتشر شد. از بازیگران آن می‌توان به برنارد لاو مونت‌گومری اشاره کرد.